# 學園前站 (奈良縣)
學園前站（日语：／ Gakuemmae eki */?）是位於奈良縣奈良市學園南三丁目，近畿日本鐵道（近鐵）的奈良線車站。車站編號為「A20」。副站名為帝塚山學園前（日语：学園前 (奈良市)）

## 歷史
車站周邊曾經是松林與山地。位於大阪市住吉區帝塚山的帝塚山學院希望新設男校，以及近鐵希望在奈良線沿線發展。所以在1941年，帝塚山學園的帝塚山中學創校。在創校同時，在學園附近設置此站。此外，針對方便前往大阪與奈良兩城市以及擁有絕佳景觀，近鐵在車站一帶開始發展往宅計劃。在1950年，開始出售在車站南邊的住宅區。通過建設基礎、生活和文化設施以擴大城市規模。此站的名稱「學園前」的範圍涉及車站周邊的住宅區，為近鐵開拓鐵路沿線住宅用地的先驅。
- 1942年（昭和17年）3月6日 - 關西急行鐵道奈良線富雄至菖蒲池之間開設新站[2]。
- 1944年（昭和19年）6月1日 - 關西急行鐵道與南海鐵道（為南海電氣鐵道的前身）合併，成為近畿日本鐵道的車站[2]。
- 1969年（昭和44年） - 開始試驗引入供磁式車票使用的自動閘機（日语：自動改札機）（由日本信号製造）。
- 1972年（昭和47年）11月7日 - 當日起，「免費特急」列車類別改為「快速急行」，同時此站設定為「快速急行」停車站。
  - 在1976年的時間表修正前，早上繁忙時間中，上行快速急行班次通過此站，在時間表修正後為全日停車站。
- 1973年（昭和48年）9月 - 在當日設施的時間表修正後，開設收費特急，並同時設定為特急停車站。
- 1999年（平成11年）9月 - 車站大樓「Le Ciel學園前」落成，車站大堂也進行翻新，連接車站南北兩方的閘外通道開始使用[3]。
- 2007年（平成19年）4月1日 - 車站可以使用PiTaPa[4]。

## 車站構造
車站為地上車站，設有2面2線的相對式月台。月台可容納10卡車廂。在北出口和南出口各處設有1處閘口，在車站內外也設有行人隧道連接南北出口。車站附近為丘陵，並建設在路堤上，因此南出口與北出口不是在同一層。車站南北出口各有奈良交通巴士站。
現時的車站內行人隧道在1999年翻新車站大堂時開設。在之前，如再在閘外來往南出口與北出口，需繞過車站，經市道前往各地，隨後受到奈良市的請求，近鐵在翻新車站大堂時預留行人隧道通道連接南出口和北出口。

### 月台
| 月台 | 路線   | 上下行 | 方向                                   |
| ---- | ------ | ------ | -------------------------------------- |
| 1    | 奈良線 | 下行   | 大和西大寺、奈良方向 京都方向 天理方向 |
| 2    | 奈良線 | 上行   | 大阪難波、尼崎、神戶三宮方向           |

## 特徴

### 停站列車
- 包括特急列車在內，所有定期營業列車均停此站[5]。
- 此站設有待避線，部分時段準急或以下列車會在東生駒站待避，此站可轉乘特急、快速急行、急行列車[5]。

### 設備、營業上
- 車站是由大和西大寺站管理的有人車站。車站設有可使用PiTaPa、ICOCA的自動閘機（日语：自動改札機）和自動補票機（日语：自動精算機）（可支援回數（日语：回数乗車券）卡及IC卡，以及為IC卡增值）。
- 設有特急票和定期票専用的自動售票機，以可以在櫃臺購買。此外，在2號月台設有特急票自動售票機，可購買下一班特急列車的特急票。[6]。
- 設有由近鐵零售（日语：近鉄リテーリング）營運的有人便利商店（FamilyMart近鐵学園前站2號月台中央店及近鐵学園前站前店）[6]。

## 使用狀況
以下列出近年來1日中上下車人次及乘車人次。
| 年度   | 指定日   | 指定日     | 1日平均 乘車人次 |
| 年度   | 調査日   | 上下車人次 | 1日平均 乘車人次 |
| ------ | -------- | ---------- | ---------------- |
| 1995年 | -        | -          | 45,212           |
| 1996年 | -        | -          | 44,634           |
| 1997年 | -        | -          | 42,480           |
| 1998年 | -        | -          | 41,342           |
| 1999年 | -        | -          | 41,079           |
| 2000年 | -        | -          | 40,423           |
| 2001年 | -        | -          | 39,600           |
| 2002年 | -        | -          | 38,798           |
| 2003年 | -        | -          | 38,199           |
| 2004年 | -        | -          | 37,327           |
| 2005年 | 11月08日 | 72,061     | 36,552           |
| 2006年 | -        | -          | 31,488           |
| 2007年 | -        | -          | 30,368           |
| 2008年 | 11月18日 | 58,424     | 29,660           |
| 2009年 | -        | -          | 28,753           |
| 2010年 | 11月09日 | 57,064     | 28,421           |
| 2011年 | -        | -          | 27,772           |
| 2012年 | 11月13日 | 56,257     | 27,559           |
| 2013年 | -        | -          | 27,879           |
| 2014年 | -        | -          | 26,816           |
| 2015年 | 11月10日 | 54,483     | 26,872           |
| 2016年 | -        | -          | 26,753           |
| 2017年 | -        | -          | 26,650           |
| 2018年 | 11月13日 | 51,146     |                  |

## 車站周邊

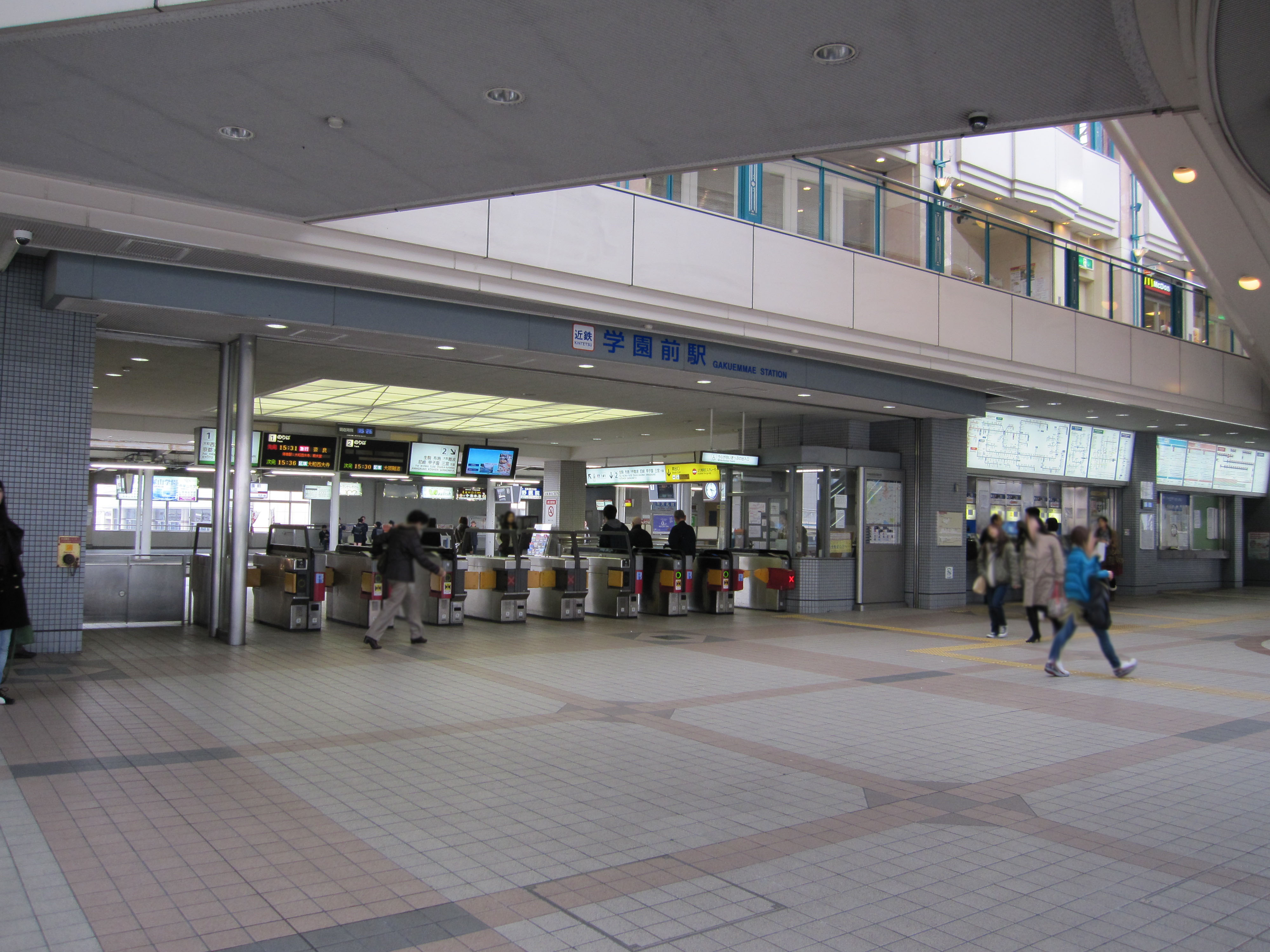
學園前站北出口閘口

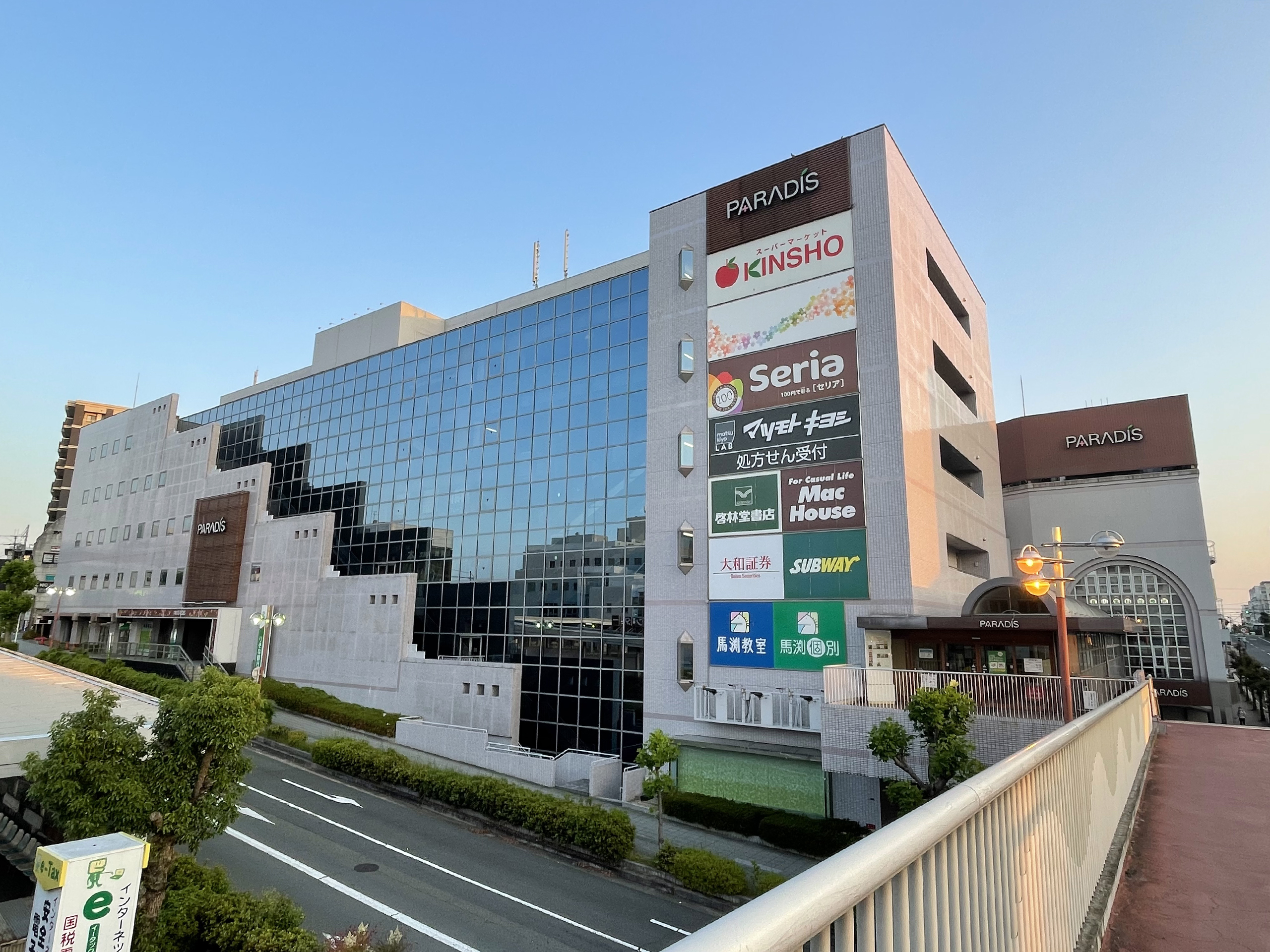
Paradis

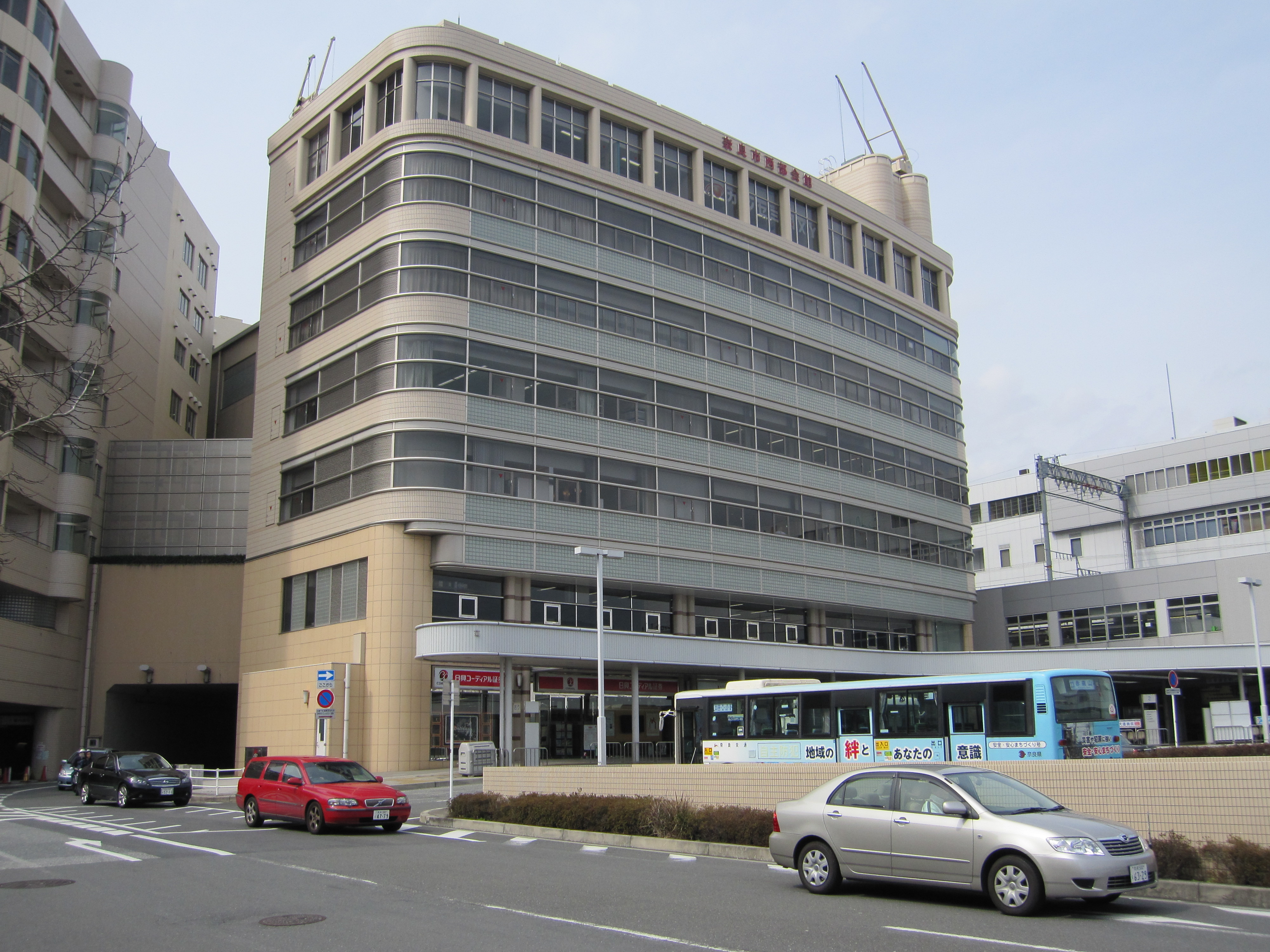
奈良市西部會館

### 住宅區與教育地區
車站位於奈良市西部，為最近帝塚山學園的車站。在車站前設有商業設施Paradis，但很難說是站前是一個商業地區。由於車站周邊設有許多住宅區，為住宅區玄關口，因此許多乘客使用此車站，乘客多為住在學園南地區、登美丘地區、中登美丘地區住宅區。包括近鐵前社長佐伯勇故居（現時為松伯美術館），車站附近也有許多美術館等設施。

### 北出口
站前設有KINSHO超級市場為主的綜合商業設施「Paradis」。
- 車站上蓋建築物（Le Ciel學園前）
- 奈良西郵局（日语：奈良西郵便局）
  - 郵貯銀行奈良店
- 三菱日聯銀行學園前北口分店、近鐵學園前分店
- 三井住友銀行学園前分店
- 瑞穗銀行學園前分店
- 里索那銀行近鐵學園前分店
- 南都銀行（日语：南都銀行）學園前分店
- 奈良信用金庫（日语：奈良信用金庫）學園前分店
- 野村證券學園前分店
- 市吉證券學園前分店
- 大阪瓦斯奈良營業所
- 奈良市立西部圖書館
- 奈良縣立大渕池公園
- 松伯美術館
- 西奈良中央醫院

### 南出口
- 帝塚山學園（日语：帝塚山学園）（帝塚山大學、帝塚山高等學校、帝塚山中學、帝塚山小學、帝塚山幼稚園）（學園前校園）
- 奈良市西部會館（奈良市政廳西部出張所）
- 學園前禮堂
- 學園前新城幼稚園
- 大和文華館
- 中野美術館
- 奈良西警署（日语：奈良西警察署）
- SMBC日興證券學園前分店

## 巴士路線
此站設有巴士路線前往車站周邊的住宅區，以及連接近鐵京阪奈線車站，設有許多班次。在2006年9月時，在早上繁忙時間早上7時至8時的1小時之間，從住宅區至北出口的班次數目達77班，南出口的班次數目為49班（主要巴士路線約4分鐘一班）。

### 來往此站的路線
所有一般巴士路線由奈良交通營運。
來往關西國際機場的利木津巴士路線由關西空港交通與奈良交通聯營。
在2006年，近鐵京阪奈線開通後，本來以住宅區為終點站的路線均延長或縮短至學研奈良登美丘站和學研北生駒站，路線經過整合和重組。

#### 北出口
- 1號乘車場

[1] 東登美丘一丁目（經登美丘三丁目）
[11] 高之原站（經登美丘三丁目、奈良山大通、東登美丘一丁目）
[19] 奈良北高校（經大渕橋）（在平日上學日運行）
- 2號乘車場

[6] 東登美丘六丁目東（經中登美丘二丁目）
- 3號乘車場

[快3] 中登美丘四丁目（經奈良學園登美丘，在奈良學園登美丘之前，不停所有中途站）
[112] [急113] 鹿之台北二丁目（經中登美丘二丁目、學研奈良登美丘站）
[102] 鹿之台北二丁目（經中登美丘二丁目、學研奈良登美丘站南）
- 4號乘車場

[31] [32] [急32] 學園前朝日町循環線（經中山町西四丁目、青葉公園前，前往學園前站）
[32] 青葉公園前（經中山町西四丁目，前往青葉公園前）
[33] 學園綠丘一丁目（經百樂園一丁目）
- 5號乘車場

[急9] 中登美丘四丁目（經大渕橋）
[急109] [110] 學研奈良登美丘站（經大渕橋、中登美丘四丁目）
[急129] [130] 學研北生駒站（經大渕橋、中登美丘四丁目、北大和五丁目）
在平日早上時段，部分[急109][急129]由3號乘車場出發。
- 6號乘車場

[8] 西登美丘五丁目（經大渕橋）
[126] 學研北生駒站（經大渕橋、真弓一丁目）
[急127] [128] 學研北生駒站（經大渕橋、西登美丘五丁目、真弓一丁目）
[138] 高山科學鎮（經大渕橋、西登美丘五丁目、真弓一丁目、學研北生駒站）
[急135] [136] 高山科學鎮（經大渕橋、真弓一丁目、學研北生駒站）
- 7號乘車場（只在平日下午5時後使用）

[急125] [126] 學研北生駒站（經大渕橋、真弓一丁目）
[急135] 高山科學鎮（經大渕橋、真弓一丁目、學研北生駒站）
- 8號乘車場

往關西國際機場的利木津巴士
奈良學園校車
奈良國際高爾夫球場穿梭巴士

#### 南出口
- 1號乘車場

[22] 西千代丘二丁目（經學園中三丁目）
[26] 西千代丘二丁目（經學園大和町）
[160] 奈良公園 高畑町（經阪奈道路、奈良市廳前、JR奈良站西出口、近鐵奈良站）
- 2號乘車場

[21] 學園大和町五丁目（經學園大和町）
[36] 學園前菖蒲池循環線（經學園前站→阪奈菅原→菖蒲池站，前往學園前站）
[41] 尼辻站（經東坂、國道308號、寶來三丁目）
[48] JR奈良站、近鐵奈良站（經東坂、國道308號、尼辻站、三條添川町）
- 3號乘車場

[23] 赤膚山（經學園大和町、東坂）
[27] 若草台（經學園大和町、丸山橋）
[28] 奈良県綜合醫療中心（經學園大和町）
[29] 奈良県綜合醫療中心（經學園大和町、若草台）
[34] [急35] 西之京高校（經青垣台一丁目、藤之木台四丁目）
大括號內的數字為巴士號碼。「急」是代表在繁忙時間時運行的急行班次，將不會停在1區的巴士站，包括登美丘一丁目、登美丘二丁目和北登美丘一丁目。在下午繁忙時間，將停靠登美丘一丁目和北登美丘一丁目。[急32]路線在停靠登美丘一丁目後，直達學園前站。

### 防止延誤的特別交通安排
在早上繁忙時間時段，為防止巴士延誤，在早上7:15至8:15（除假日外的平日）之間，在車站周邊設有以下特別交通安排：
- 除電單車、小型車輛、巴士、的士及特別許可車輛外，不可向車站方向行駛。
- ，登美丘中町市道中，登美丘三丁目附近（中登美崗亭前）至奈良西警署附近之間，除電單車、小型車輛、巴士、的士及特別許可車輛外，其他車輛一律不準使用此區間。

此特別交通安排在距離車站1km以上的地方開始實施，一般車輛不可前往車站方向行駛。此安排在全日本少見和大膽。設立此特別交通安排的原因，是由於過往在繁忙時間，巴士經常延誤15分鐘或以上，路面情況有所惡化。連接學園前巴士總站的市道登美丘中町線只是一條雙線雙程道路，道路兼任住宅區連接大阪、奈良方向的幹線道路，以及住宅區前住車站的道路，因此經常交通滯塞。現時，在星期六及假日下午至黃昏時，此道路的北方在阪奈道路學園前IC（甚或中町匝道附近），南行龍尾在登美丘一丁目十字路口開始滯塞，妨礙巴士準時運行。但是在車站北邊，隨著近鐵京阪奈線開通，學研奈良登美丘站啟用後，車流有輕微減少。

## 其他
- 現時的車站大樓，在2000年被選為第1回近畿車站百選。
- 在「長谷工公司（日语：長谷工コーポレーション）我要居住的城市（站）排名2007」中為第20名（在奈良縣內為第1名，在近鐵車站中，第11位是天王寺、第16位是難波）。

## 相鄰車站
近畿日本鐵道
 奈良線
- □特急停車站

■快速急行、■急行
生駒（A17）－學園前（A20）－大和西大寺（A26）
■準急、■區間準急、■普通
富雄（A19）－學園前（A20）－菖蒲池（A21）
- 在近畿大學附屬小學、幼稚園上學日（只限平日）部分快速急行在菖蒲池站臨時停車。

## 注腳
1. 1 2 3  近畿日本鐵道株式會社. . 近畿日本鐵道. 2010-12: 256–258. NDL 21906373.
2. 1 2  曾根悟（監修）. . 朝日百科週刊. 3號 近畿日本鐵道 2. 朝日新聞出版. 2010-08-29: 11–13. ISBN 978-4-02-340133-4.
3. ↑  近畿日本鐵道株式會社. . 近畿日本鐵道. 2010-12: 457. NDL 21906373.
4. ↑   (pdf) (新闻稿). 近畿日本鐵道. 2007-01-30  [2016-03-03]. （原始内容存档 (PDF)于2016-08-07）.
5. 1 2  近鐵時間表2018年3月17日時間表修正號，p.206 - p.215・p.220 - p.229・p.364 - p.373・p.376 - p.385
6. 1 2  近鐵時間表2018年3月17日時間表修正號，p.70 - p.87
7. ↑  駅別乗降人員 奈良線 （页面存档备份，存于） - 近畿日本鉄道
8. ↑  .   [2020-02-18]. （原始内容存档于2020-07-23）.
9. ↑  .   [2020-02-18]. （原始内容存档于2014-09-03）.

## 外部連結
- 學園前 - 近畿日本鐵道
- 奈良交通集團官方網站「時間、車費資訊」（页面存档备份，存于）（日語）
- 學園前的住宅區發展經歷（奈良市官方網站）（页面存档备份，存于）